# Sara Pascoe
Sara Patricia Pascoe (født 22. maj 1981) er en engelsk skuespiller, komiker og forfatter. Hun har optrådt i tv-programmer inklusive 8 Out of 10 Cats Does Countdown på Channel 4, QI på BBC og Taskmaster på Dave.